# 하타나카 마키토
하타나카 마키토(일본어: 畑中 槙人, 1996년 6월 7일 ~ )는 일본의 축구 선수이다. 현재 말레이시아 프로 리그의 느그자리금빌란 소속이다 205CM로 역대 J리그 공격수 최장신 기록을 가지고 있다.

## 구단 경력
그는 2015년부터 2018년까지 J리그의 가이나레 돗토리에서 활동하였다.